# Rifts
Rifts è un gioco di ruolo ideato da Kevin Siembieda e pubblicato dalla Palladium Books nell'agosto del 1990. Rifts è ambientato in un futuro postapocalittico, con elementi di generi come il cyberpunk, la fantascienza, il fantasy, l'horror, il western, di mitologia e molti altri generi.
Rifts fa da scena ed "incrocio" per una serie di altri giochi della Palladium, ambientati in diversi universi collegati ai "rift" (una sorta di portali dimensionali) presenti sulla Terra. Questi portali conducono ad altri spazi, tempi e realtà che la Palladium definisce il "Rifts Megaverse". Rifts si definisce come un gioco di ruolo "avanzato" e non di introduzione ai neofiti.
La Palladium continua a pubblicare volumi per la serie Rifts, con circa 80 libri pubblicati tra il 1990 ed il 2011. Rifts Ultimate Edition è stato pubblicato nell'agosto del 2005 e progettato per aggiornare il gioco ai vari cambiamenti che la Palladium aveva apportato al sistema di gioco, all'ambientazione e per aggiungere informazioni e tipi di personaggio. Il sito web rende chiaro che non si tratta di una seconda edizione, ma di un miglioramento e di un'espansione al gioco di ruolo originario.

## Ambientazione
Le fondamenta dell'universo di Rifts furono gettate dal gioco Palladium intitolato Beyond the Supernatural (pubblicato per la prima volta nel 1987), che utilizza tecniche di narrazione lovecraftiane per creare un'atmosfera di gioco da racconto dell'orrore.
Il mondo di Rifts è la Terra fra centinaia di anni. Le Ley line, dei canali di energia magica, attraversano la Terra formando delle aree geografiche soprannaturali come il Triangolo delle Bermuda. I punti in cui le ley line si intersecano, chiamati nexus, solo luoghi in cui la magia è potentissima, come le piramidi di Giza e Stonehenge. Se un nexus si rafforza, il tessuto dello spazio e del tempo può lacerarsi, creando un rift, ovvero un buco nello spazio-tempo che conduce in altri luoghi, periodi storici o verso dimensioni parallele/altre. Le ley line di solito sono invisibili, ma nel mondo saturato di magia di Rifts Earth, diventano visibili di notte, come enormi strisce di energia azzurrina, che in alcuni luoghi possono raggiungere il mezzo miglio di larghezza. Quando estremamente forti, le ley line possono essere viste durante il giorno.
L'essenza magica delle ley line viene chiamata potential psychic energy o PPE (energia psionica potenziale o EPP). Presente in alcuni luoghi, oggetti ed animali, una delle più grandi fonti di EPP è l'essere umano. Sebbene ciò abbia molte applicazioni diverse, la più importante in questo universo, è che l'energia presente in un essere umano può raddoppiare e liberarsi nell'area circostante alla sua morte.